# Willkommen im Tollhaus
Willkommen im Tollhaus (Originaltitel: Welcome to the Dollhouse) ist eine US-amerikanische Filmkomödie des Regisseurs Todd Solondz aus dem Jahr 1995.

## Handlung
Dawn Wiener ist elf Jahre alt und kommt aus einer Vorstadt in New Jersey. Ihre Mitschüler mobben und demütigen sie wegen ihrer klobigen Brille und unmodernen Kleidung. Sie nennen sie spöttisch „Lesbo“, was Dawn stammelnd zurückweist. Auf die Frage „Warum hasst ihr mich?“ erhält sie die Antwort: „Weil du so hässlich bist.“ Von ihrem Lehrer erhält Dawn keine Unterstützung. Sie möchte so sehr wie die anderen sein, dass sie bereit ist, fast alles dafür zu tun. Sogar einer Vergewaltigung durch den Schultyrannen Brandon McCarthy stimmt sie zu.
Zu Hause wird meist Dawns jüngere Schwester Missy von ihren Eltern Marj und Harv bevorzugt. Diese respektieren ihren älteren Bruder Mark, lieben ihn aber nicht. Hauptsächlich erstrebt dieser gute Noten, um sich für ein erstklassiges College zu qualifizieren. Selbst eine Rockband gründet er einzig aus dem Grund, um sie in seinem Lebenslauf als vorteilhaft vorweisen zu können. Der gut aussehende Steve, der sich bereit erklärt, in der Band mitzuspielen, wird von Dawn angehimmelt. Obwohl sie öfters seine Aufmerksamkeit zu erregen versucht, nimmt er sie nicht ernst.
Dawn gründet den sogenannten Special People’s Club, findet aber nur ein einziges weiteres Mitglied: den jungen Ralphy, den sie zugleich als „Schwuchtel“ beschimpft. Auch an ihrer kleinen Schwester Missy ahmt sie das Mobbing nach, dem sie selbst ausgesetzt ist – wobei sie die Grenze zwischen üblicher Geschwisterrivalität und psychopathischem Verhalten teilweise überschreitet. Das führt so weit, dass Dawn eine Anweisung ihrer Mutter missachtet und in der Folge Missy Opfer einer Entführung wird. Die Polizei kann das Mädchen am nächsten Tag lebend und unverletzt bei einem pädophilen Nachbarn auffinden.
So sehr sich Dawn auch bemüht, ihre Klassenkameraden machen sich weiter über sie lustig. Mark erzählt ihr später, dass sie nicht erwarten kann, dass das Schulleben bis zur High School besser wird. Auf einer Busfahrt nach Disney World für eine Konzerttournee sitzt Dawn zwischen ihren Chorkollegen und singt mit ihnen lustlos die Schulhymne.

## Produktion
Nach dem Scheitern seines Debütfilms Fear, Anxiety & Depression (1989), den Regisseur Todd Solondz selbst als „schlecht konzipiert“ und „misslungen“ bezeichnete, arbeitete er viele Jahre als Englischlehrer mit russischen Einwanderern. Zu groß war die Angst, auch mit einem zweiten Film zu versagen. Zugleich wollte er nicht, dass „der erste Film das letzte Wort hat.“
Mit einem Budget von nur 800.000 Dollar realisierte Solondz 1995 schließlich Willkommen im Tollhaus. Eigentlich wollte er ihn Fagots and Retards (deutsch: Schwuchteln und geistig Zurückgebliebene) nennen. „Aber ich wusste, dass ich Verantwortung übernehmen musste, wenn ich wollte, dass er sich verkaufte. Der Arbeitstitel war Middle Child – etwas, das auch ein Disney-Film hätte sein können –, weil ich keine übermäßige Aufmerksamkeit erregen wollte.“
Gearbeitet wurde teilweise bis mitten in die Nacht hinein, obwohl das insbesondere mit Kinderdarstellern nicht legal war. Solondz sagte über die 13-jährige Hauptdarstellerin Heather Matarazzo: „Bei Heather war eindeutig eine Art Aufsässigkeit zu erkennen, die es ihr ermöglichte, an Orte zu gehen, an denen sich ihre Mutter nicht wohl fühlte.“ Matarazzo selbst beschreibt ihre Zeit am Set als „kulturelle Ausbildung“, in der sie auch zum ersten Mal mit der Musik der Pixies, Iggy Pop und Liz Phair in Berührung kam.
Editor Alan Oxman hatte mit Hilfe der neuen digitalen Schnitttechnik ein System für sich entwickelt, nicht nur die besten Takes herauszufinden, sondern auch die besten Repliken innerhalb der Takes. Bei Kinderdarstellern gebe es große qualitative Unterschiede zwischen einzelnen Sätzen, die so neu zusammengestellt werden konnten. Oxman meinte, dass diese Art des Feinschnitts mit analoger Technik zuvor nicht möglich gewesen wäre.
Todd Solondz rechnete aufgrund erster Reaktionen auf den Rohschnitt damit, dass auch dieser Film scheitern würde: „Aber als er nach dem Toronto Film Festival an Sony Classics verkauft wurde, wusste ich, dass er gut ankommen würde. Es war eine seismische Wende in meinem Leben, dass ich in der Lage war, einen Film mit solch einer Wirkung zu machen.“

## Rezeption
Aus der Perspektive von 2023 schätzte Kevin Maher von The Times „diese aggressive, nihilistische und doch seltsam heitere Vorstadtkomödie“ als einen „der Schlüsselfilme der amerikanischen Indie-Welle Mitte der Neunziger“ ein, vergleichbar mit Filmen wie Pulp Fiction und Living in Oblivion. Steve Davis von The Austin Chronicle ordnete Willkommen im Tollhaus thematisch Filmen wie Heathers, Carrie – Des Satans jüngste Tochter und Das darf man nur als Erwachsener zu, „die beiläufige, gedankenlose Grausamkeit der Jugend [darstellen], insbesondere gegenüber ihrer eigenen Art. (Um eine Zeile von Mildred Pierce abzuändern: Es sind die Jungen, die die Jungen fressen.)“
David Ansen von Newsweek schrieb: „Das Schöne an Welcome to the Dollhouse ist seine Pokerface-Objektivität, die weder herablassend gegenüber dem pubertierenden Opfer ist, noch seine Notlage romantisch aufbläht. Solondz, dessen Film den Hauptpreis bei Sundance gewann, weigert sich, das Publikum in Nostalgie verfallen zu lassen: Sie werden gleichzeitig lachen und zusammenzucken – und sehr dankbar sein, dass Sie nie wieder elf sein müssen.“ Davis lobte die Leistung der weiblichen Hauptdarstellerin: „Als Dawn scheut sich Matarazzo nicht davor, die Schrecken der Pubertät mit geradliniger Reizlosigkeit heraufzubeschwören: Sie ist schlaksig, unglücklich und verwirrt, während ihr prickelndes sexuelles Verlangen einem regelrecht Gänsehaut macht. Wenn überhaupt, ist es eine mutige, mutige Darbietung, die niemals versucht, Dawns missliche Lage zu sentimentalisieren…“ Anton Bitel vom britischen Filmmagazin Little White Lies meinte zum Figurenensemble: „Niemand kommt hier gut weg, und Würde – ein Schlüsselwort in diesem Film – ist weit entfernt von den darwinistischen Kämpfen dieser Figuren, ihren Tag zu überstehen, ohne zurückgewiesen, misshandelt zu werden oder viel, viel Schlimmeres.“
Laut Josh Larsen müsse sich Todd Solondz wie schon Alexander Payne und die Coen-Brüder fragen lassen, wie er seine Charaktere behandele: „Zumindest bei Willkommen im Tollhaus denke ich, dass Solondz einen Freibrief erhält. Stellen Sie sich eine kleine Szene vor, die den Humor des Films vielleicht am besten veranschaulicht. Irgendwann isst Steve (Eric Mabius), Dawns Schwarm, einen Snack in ihrem Haus. Während er im Vordergrund das Essen grob verschlingt, sehen wir im Hintergrund eine entzückte Dawn, die ihn ansieht, als wäre er nicht nur eine Stufe von einem schnaubenden Schwein entfernt, sondern Michelangelos David. Währenddessen erklingen sanfte Geigen im Soundtrack. Die Szene macht sich weder über Dawn noch über Steve lustig. Sie zwingt uns vielmehr dazu, mit einem Fuß in Dawns Kopf zu stehen, während wir mit dem anderen in der ‚realen‘ Welt bleiben. Das Lustige ist die absurde Gegenüberstellung.“
Dass die im Film gezeigte Diskriminierung gezielt gegen Mädchen oder Minderheiten gerichtet sein könnte, haben die Rezensenten Berardinelli und Roger Ebert nicht festgestellt. Berardinelli schrieb: „In Dawns Alter gibt es jedoch keinen großen Unterschied zwischen den Erniedrigungen und Demütigungen, die Jungen und Mädchen ertragen müssen, die keine funktionierenden Mitglieder von speziellen Cliquen sind. Einzelgänger werden zu Anziehungspunkten für Trotz, und das Geschlecht hat wenig damit zu tun. Dawn könnte genauso gut Don sein, und obwohl Drehbuchänderungen notwendig wären, blieben die Themen und Emotionen auf dem gleichen Niveau.“ Ebert schrieb: „Deuten die Wörter ‚Lesbo‘ und ‚Schwuchtel‘ auf Homophobie hin? Nicht unbedingt. Kinder in diesem Alter sind von Sex fasziniert und haben Angst vor ihrer eigenen Unwissenheit. Deshalb greifen sie andere an, um ihr Selbstvertrauen zu stärken. Jeder Unterschied, ob real oder eingebildet, macht jemanden zur Zielscheibe. Was gilt als Unterschied? Alles, was du bist, was ich nicht bin oder wovor ich Angst habe, es zu werden.“
Mehrere Rezensenten empfanden die im letzten Drittel eingeführten Handlungselemente Kidnapping und Drogenhandel als „unnötig“ oder „überambitioniert“, da sie zu Dawns Geschichte nichts beitragen und über den Bereich des Alltäglichen hinausgehen.

## Auszeichnungen
- 1996: Sundance Film Festival: Großer Preis der Jury – Bester Spielfilm
- 1996: Berlinale Forum des Jungen Films: C.I.C.A.E. Award
- 1997: Independent Spirit Awards – Bestes Leinwanddebüt für Heather Matarazzo
- 1997: Preis des National Board of Review: Spezielle Würdigung für Exzellenz im Filmemachen[13]